# Liste der Monuments historiques in Guise
Die Liste der Monuments historiques in Guise führt die Monuments historiques in der französischen Gemeinde Guise auf.

## Liste der Bauwerke
| Bezeichnung              | Beschreibung                    | Standort                       | Kennzeichnung | Schutzstatus   | Datum     | Bild           |
| ------------------------ | ------------------------------- | ------------------------------ | ------------- | -------------- | --------- | -------------- |
| Burg                     | Erbaut ab dem 10. Jahrhundert   | (Lage)                         | PA00115693    | Classé         | 1924      | weitere Bilder |
| Kirche St-Pierre-St-Paul | Erbaut im 15./16. Jahrhundert   | Rue de la Citadelle (Lage)     | PA00115694    | Inscrit        | 1927      | weitere Bilder |
| Haus                     | Erbaut im 16. Jahrhundert       | 18, rue de la Citadelle (Lage) | PA02000015    | Inscrit        | 1998      |                |
| Hôtel Warnet             | Erbaut um 1700                  | 113, 123 place d'Armes (Lage)  | PA02000039    | Inscrit        | 2002      |                |
| Familistère              | Arbeiterwohnanlage, erbaut 1849 | (Lage)                         | PA00115695    | Inscrit/Classé | 1991/1991 | weitere Bilder |